# Cicurina mina
Cicurina mina là một loài nhện trong họ Dictynidae.
Loài này thuộc chi Cicurina. Cicurina mina được Willis J. Gertsch miêu tả năm 1971.